# The Daring Dobermans
The Daring Dobermans (em português: A Volta da Gangue dos Dobermans) é uma produção cinematográfica americana de 1973, dirigida por Byron Ross Chudnow.

## Sinopse
Criminal humorístico, continuação de A Gangue dos Dobermans (1972), ao contrário deste não exibido nos cinemas brasileiros. Os mesmos dobermans que assaltaram um banco no filme anterior são capturados por três rapazes que, além de ficarem com o produto do roubo, passam a treinar os cães para outro golpe. No treinamento, são ajudados por um menino índio, Billy (Robinson), o qual ignora o plano de assalto a uma companhia de investimentos onde é guardada uma fortuna em dólares. Há ainda uma sequência intitulada The Amazing Dobermans (1976) do mesmo diretor.

## Elenco
- Charles Robinson - Steve Crandall (como Charles Knox Robinson)
- Tim Considine - Warren
- Joan Caulfield - Claudia (como Miss Joan Caulfield)
- David Moses - Greg
- Claudio Martínez - Billy (como Claudio Martinez)
- Tom Dever - Jimbo